# Naturschutzgebiet Hülser Bruch
Das Naturschutzgebiet Hülser Bruch liegt südlich von Rothenberg in der Stadt Leichlingen (Rheinland) im Rheinisch-Bergischen Kreis.

## Beschreibung
Das Naturschutzgebiet hat Waldflächen mit unterschiedlicher Bodenfeuchte und unterschiedlicher Zusammensetzung von Baumarten. Im nördlichen Teil durchziehen einzelne Gräben das Gebiet, und in Richtung der Wupper fließen Gewässer ab. Es folgen staunasse Böden mit Schwarzerlen-Bruchwäldern und Auenwälder mit Seggenbeständen. Auf trockeneren Standorten findet man Berg-Ahornbestände und Eichenmischwälder.

## Schutzzwecke
Das Gebiet wird zur Erhaltung und Sicherung bodenfeuchter und nasser Standorte mit seltenen und gefährdeten Waldbeständen und Pflanzengesellschaften, wie zum Beispiel Erlenbruch- und Auenwälder, verlandenden Kleingewässern, Siefen und Feuchtgräben geschützt.

### Verbote
Zur Erreichung der Schutzzwecke ist es zusätzlich verboten,
1. den Grundwasserspiegel zu verändern oder Bewässerungs-, Entwässerungs- oder andere den Wasserhaushalt verändernde Maßnahmen vorzunehmen,
2. in den Beständen des grundwassernahen Erlenbruch- und Auenwalds das auf natürliche Weise anfallende, liegende oder stehende Totholz zu entfernen,
3. die staunassen Bereiche mit Forstmaschinen zu befahren,
4. Bodenschutzkalkungen durchzuführen.[2]

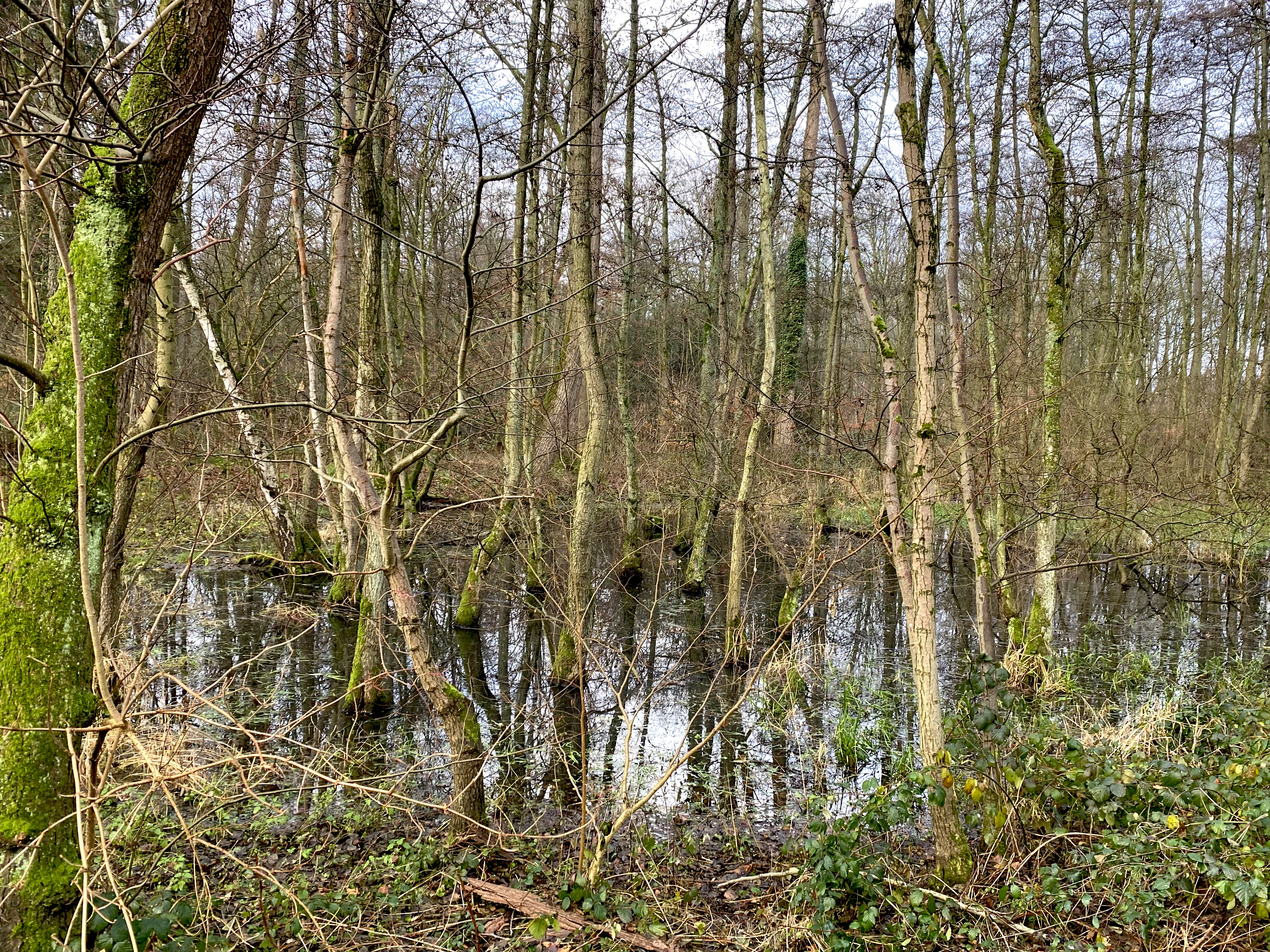
Erlenbruchwald
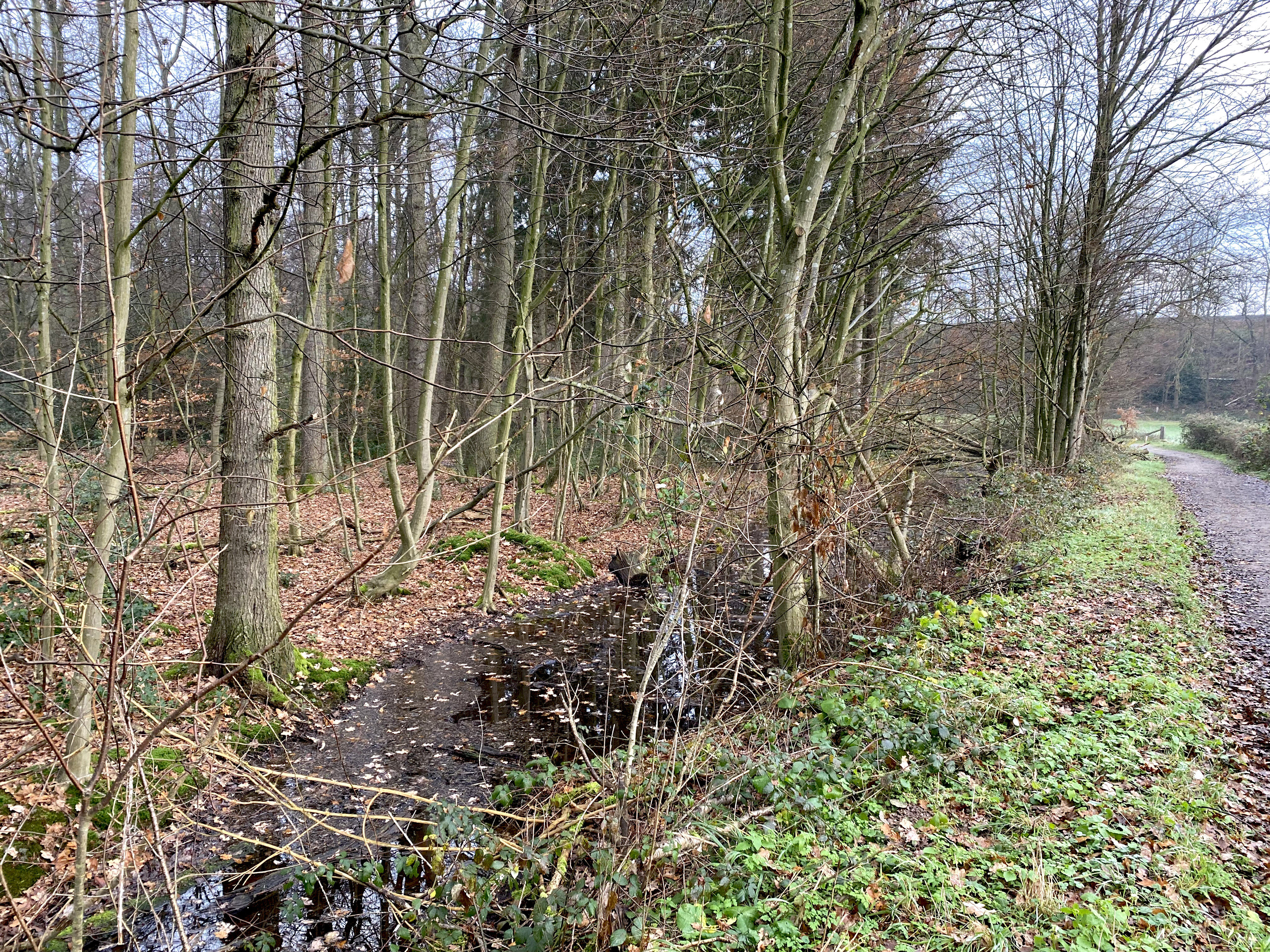
Der Wupperweg führt am NSG entlang zum Hülser Hof
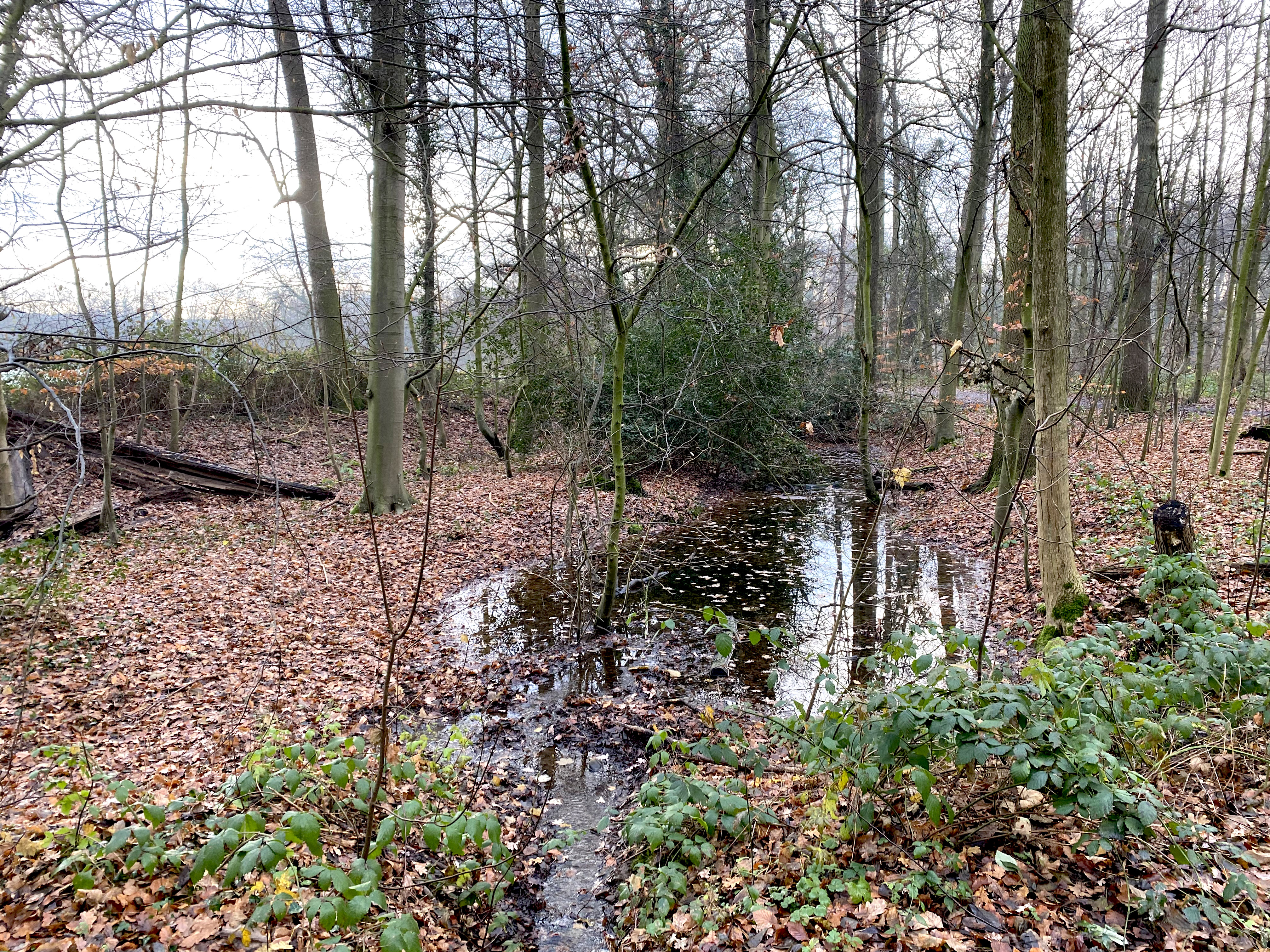
Hülser Bach entwässert zur Wupper
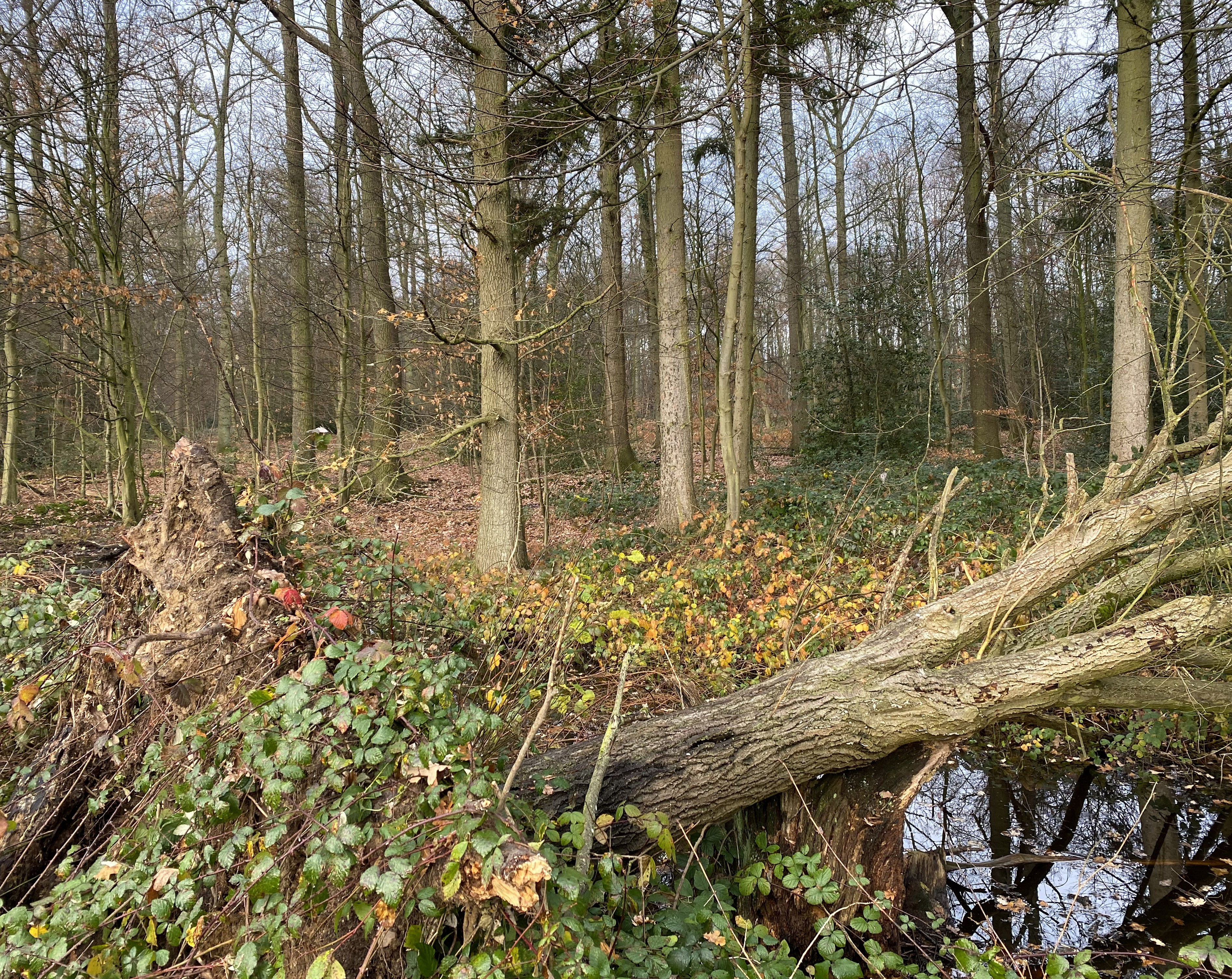
Totholz ist wichtiger Bestandteil des NSG
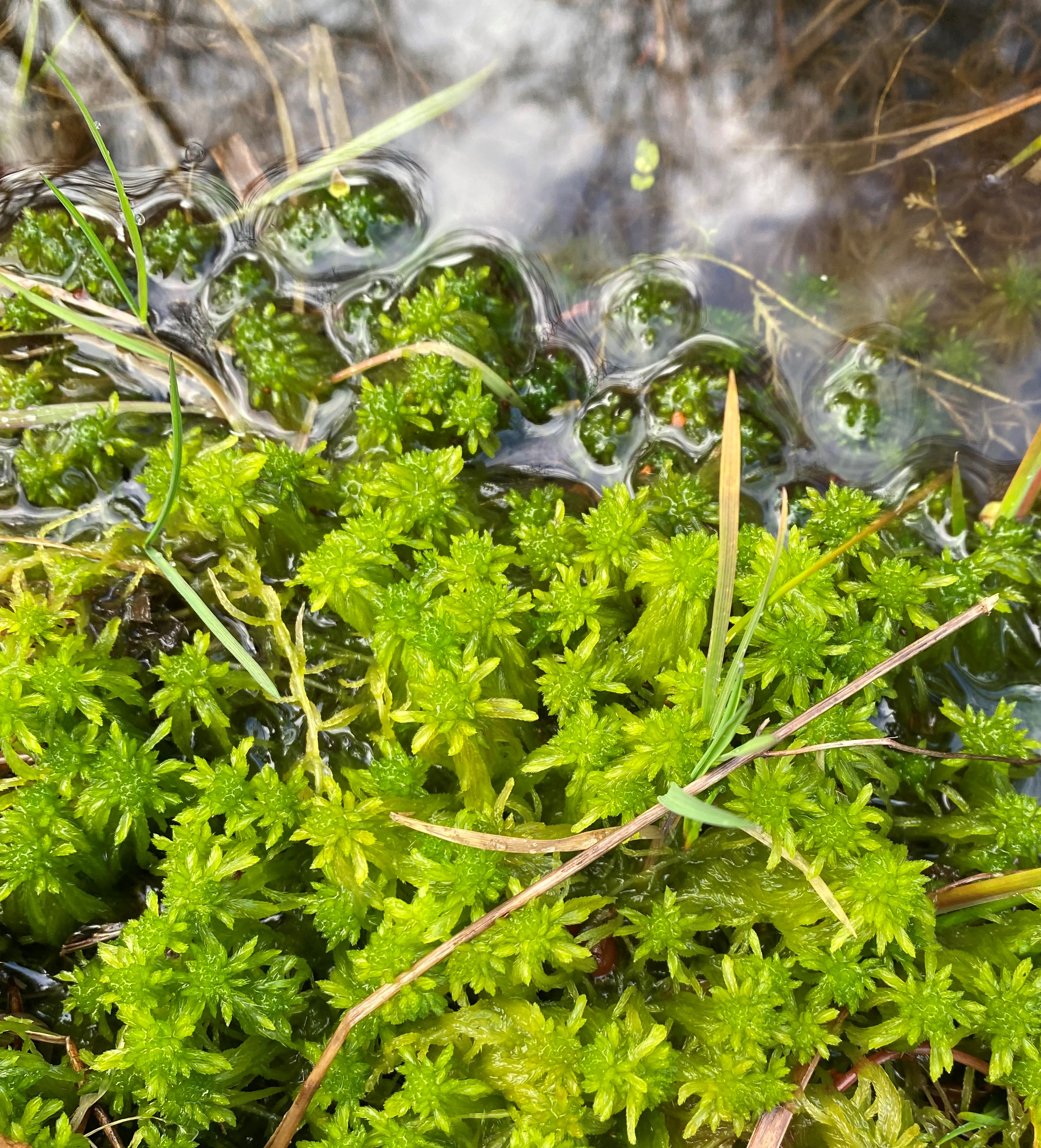
Torfmoose (Sphagnum spec.)
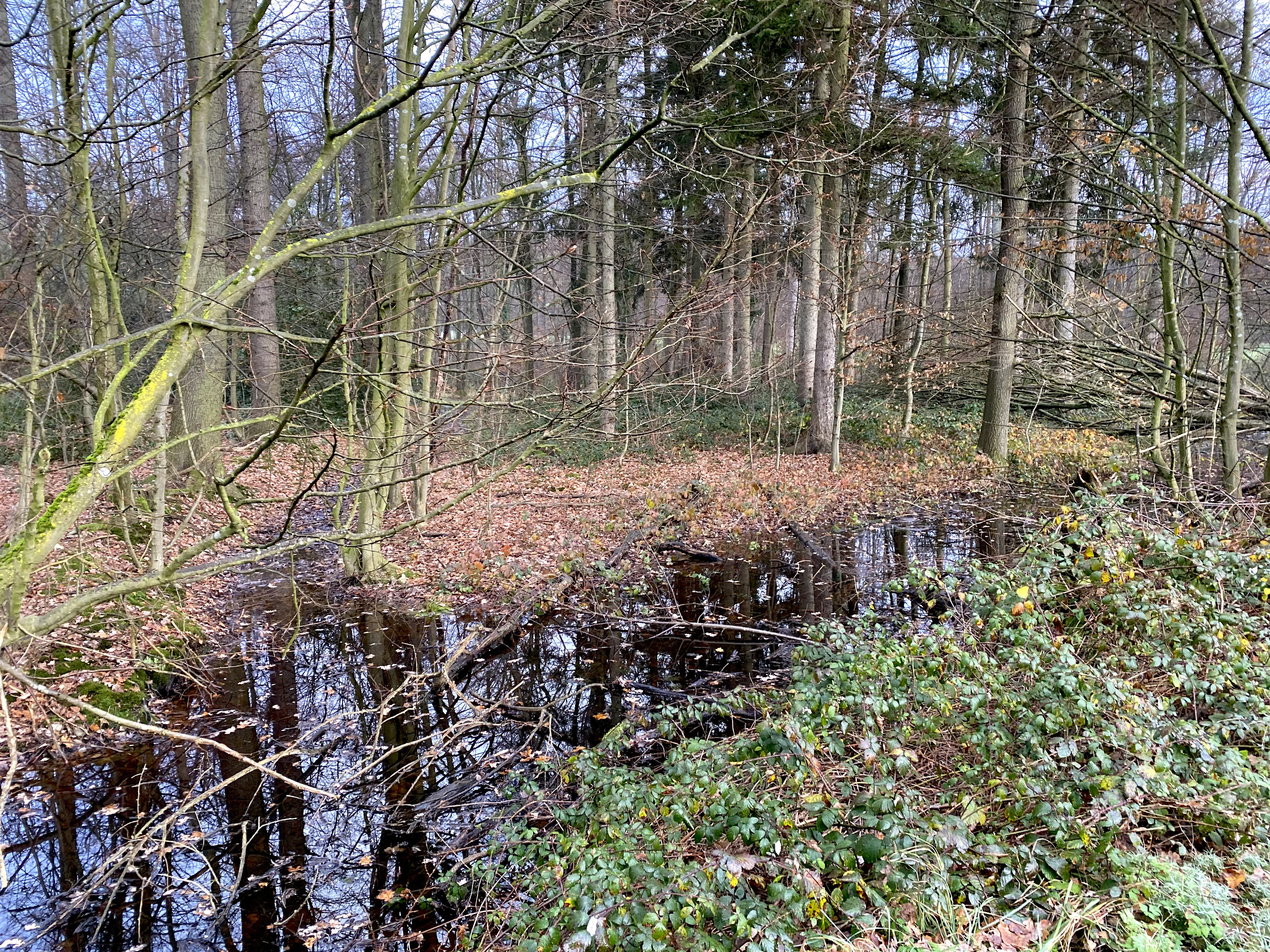
Hülser Bach und Zulauf im NSG